# Cose da pazzi
Cose da pazzi ist eine 1953 entstandene italienische Filmkomödie von G. W. Pabst mit Aldo Fabrizi und Carla Del Poggio in den Hauptrollen.

## Handlung
Die junge Dalia Rossi, die eigentlich nur in eine Klinik wegen Herzproblemen eingeliefert werden wollte, wird irrtümlich für verrückt gehalten und in eine von dem Prof. Ruiz geleitete Nervenheilanstalt mit dem euphemistischen Namen „Villa Felicità“, das „Haus des Glücks“, eingewiesen. Doch schon gleich nach der ersten Untersuchung konstatiert man, dass Signora Rossi völlig „normal“ und gesund sei. Nur ist diesem Urteil keine Bedeutung beizumessen, denn der untersuchende Psychiater ist selbst verrückt und glaubt lediglich, dass er Arzt sei. Das hat zur Folge, dass sich die von ihm „behandelten“ Patienten zurück im normalen Leben außerhalb der Psychiatrie-Mauern nicht mehr zurechtfinden können. Hingegen ist der echte Mediziner, der Dalia untersuchen sollte, überhaupt nicht von ihrer „Normalität“ und Gesundheit überzeugt. Nun folgen eine Reihe von skurrilen Begebenheiten mit mehreren Wendungen, bis schließlich die Polizei zu einer umfangreichen Razzia anrückt. Dalia kann nun endlich den buchstäblichen Wahnsinn hinter sich lassen und darf die Anstalt wieder verlassen.

## Produktionsnotizen
Cose da pazzi wurde am 20. März 1954 uraufgeführt. In Deutschland wurde der Film, eine der unbekanntesten Pabst-Inszenierungen, nie gezeigt.
Die Filmbauten schuf Franco Lolli.

## Rezeption
„Pabsts erste Produktion für seine neu gegründete Kronos-Film war – trotz prominenter Besetzung – ein Misserfolg.“